# Toguz kumalak

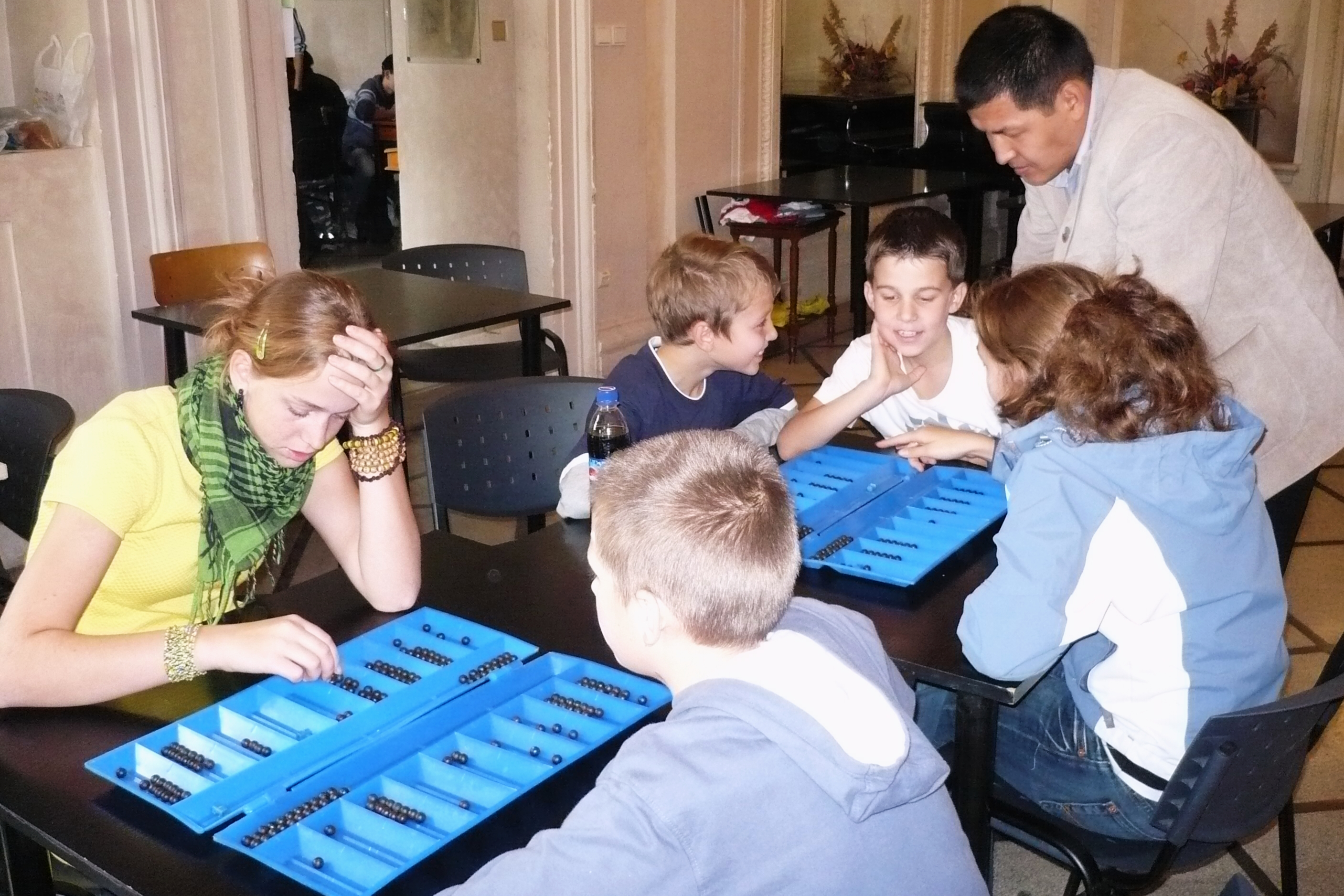
Hra Toguz kumalak na Deskohraní 2008

Toguz kumalak je desková hra ze střední Asie. Pod názvem Toguz kumalak ji najdeme v Kazachstánu, stejnou hru hrají lidé i v sousedním Kyrgyzstánu, ale pod názvem Toguz korgool. 
Obě země pořádají národní i mezinárodní soutěže, a propagují hru na mezinárodních akcích. Tímto způsobem se dostala i do České republiky – kazašští hráči představili hru poprvé na festivalu Deskohraní v roce 2007. Od té doby se v ČR pravidelně 1–2× ročně pořádají oficiální turnaje. Hra byla v roce 2020 zařazena na seznam nehmotného kulturního dědictví UNESCO.

## Pravidla
Hraje se na desce se dvěma řadami menších důlků. V každé řadě je 9 důlků. Dále deska obsahuje dvě pokladnice, umístěné uprostřed desky. V každém malém důlku je na začátku hry 9 kuliček (odtud pochází i název hry). Hráč, který je na tahu, si vybere důlek ze svojí řady a provede distribuci jeho obsahu. Ta začíná v důlku, který rozdává (neboli tam se vkládá první kulička), a pokračuje proti směru hodinových ručiček tak, že hráč vkládá do každého dalšího důlku jednu kuličku. Nejprve hráč rozdává na své straně, poté, pokud mu zbývají kuličky v ruce, pokračuje na soupeřově straně desky. Pokud poslední rozdávaná kulička padne do důlku na soupeřově straně a v důlku se poté nachází sudý počet kuliček, hráč, který rozdával, si všechny kuličky z tohoto důlku přesune do své pokladnice. Cílem je tímto způsobem nasbírat nadpoloviční většinu kuliček (82 a více). Nasbírání potřebného počtu pomáhá i další pravidlo. Pokud hráč skončí rozdávání na soupeřově straně, a vkládá poslední rozdávanou kuličku do důlku, kde byly dvě kuličky (s rozdávanou tam tedy budou tři), vytvoří takzvanou pastičku (kazašsky tuzdek, kyzgyzsky tuz). Tři kuličky přenese do své pokladnice a místo nich vloží do důlku kuličku jiné barvy. Od této chvíle kuličky, které do tohoto důlku během distribuce spadnou, jdou do pokladnice hráče, který pastičku vytvořil. Pastička zůstává na tomto místě do konce hry, nelze ji zrušit ani přemístit jinam. Pro vytvoření pastičky platí ještě následující omezení. Pastičku nelze vytvořit v devátém důlku. Hráč, který vytváří pastičku jako druhý, ji nesmí vytvořit v důlku stejného čísla, jako je pastička soupeře. Protože jde o hru, kde rozdávání začíná v rozdávaném důlku, je potřeba stanovit, co se stane, pokud je v důlku jedna kulička. V této hře je umožněno rozdávat i důlky s jednou kuličkou, a to jejich přemístěním do vedlejšího důlku. Hra končí v okamžiku, kdy jeden z hráčů nasbíral 82 nebo víc a nebo v okamžiku, kdy je jeden z hráčů na tahu, ale jeho důlky jsou prázdné. Kuličky na soupeřově straně získá ten z hráčů, na jehož části desky se kuličky nachází. Poté se spočítá obsah pokladniček a určí vítěz.

## Strategie
Hlavní strategií je vytvoření pastičky co nejdříve na začátku hry. Během průměrné hry každý z hráčů provede 60–80 tahů a do pastičky, je-li vytvořena mezi 5. a 10. tahem, přitom vloží i okolo 30 kuliček. 

## Soutěže
V Kazachstánu i Kyrgyzstánu se pořádá několik turnajů v roce. V Kazachstánu se konalo 1., 3. a 4. mistrovství světa (2010, 2015, 2017), v České republice proběhlo 2. (2012), v Turecku 5. (2019) MS. V Kyrgyzstánu proběhly velké mezinárodní turnaje v průběhu Nomádských her (2014, 2016, 2018). Nejlepším umístěním českých hráčů bylo čtvrté místo v týmové hře v roce 2017.
Na soutěžích najdeme turnaje na dlouhý čas (60–90 minut), rapid (20–30 minut) i bleskovku (7 minut na hráče). Soutěže jsou zejména individuální. 

## Hra na počítači
V  2009 se hra objevila na serveru igGameCenter.com, v roce 2020 na playok.com. Existují i aplikace pro mobilní telefony.